# Walter Suck
Walter Suck (ur. 21 września 1912 we Flensburgu, zm. 11 listopada 1983 tamże) – niemiecki polityk, związkowiec i samorządowiec, parlamentarzysta krajowy i europejski.

## Życiorys
Po ukończeniu szkoły realnej od 1929 do 1932 kształcił się w zawodzie mechanika i pracował w nim przez kilka lat. Od 1934 był żołnierzem Wehrmachtu, uczestniczył w II wojnie światowej. Od 1945 do 1952 pracownik techniczny przedsiębiorstwa komunalnego we Flensburgu. Od 1946 członek związku zawodowego Gewerkschaft Öffentliche Dienste, Transport und Verkehr, pomiędzy 1953 a 1969 kierował jego strukturami we Flensburgu. Działał w Stowarzyszeniu Szlezwiku Południowego, grupującym mniejszość duńską w Niemczech. Od 1958 działacz Socjaldemokratycznej Partii Niemiec, kierował jej strukturami miejskimi we Flensburgu (1967–1971), a od 1959 do 1969 zasiadał w radzie miejskiej. W latach 1969–1976 deputowany Bundestagu, a w latach 1975–1977 oddelegowany do Parlamentu Europejskiego.